# Osowo (rejon stołpecki)
Osowo (biał. Восава, Wosawa; ros. Осово, Osowo) – wieś na Białorusi, w obwodzie mińskim, w rejonie stołpeckim, w sielsowiecie Litwa.

## Historia
W dwudziestoleciu międzywojennym leżało w Polsce, w województwie nowogródzkim, w powiecie stołpeckim, w gminie Rubieżewicze, w pobliżu granicy ze Związkiem Sowieckim. W 1921 wieś liczyła 109 mieszkańców, zamieszkałych w 16 budynkach, wyłącznie Polaków. 84 mieszkańców było wyznania prawosławnego i 25 rzymskokatolickiego. Folwark liczył zaś 12 mieszkańców, zamieszkałych w 1 budynku, w tym 11 Polaków i 1 Białorusina. Wszyscy mieszkańcy byli wyznania rzymskokatolickiego.
W czasie II wojny światowej 2 mieszkańców miejscowości dołączyło do Zgrupowania Stołpeckiego Armii Krajowej.
Po II wojnie światowej w granicach Związku Sowieckiego. Od 1991 w niepodległej Białorusi.